# Maxomys musschenbroekii
Maxomys musschenbroekii és una espècie de mamífer rosegador de la família dels múrids. És endèmic de Sulawesi (Indonèsia). S'alimenta de fruita, insectes i caragols. El seu hàbitat natural són els boscos de diversos tipus. És una espècie en risc mínim, és a dir, no sembla que hi hagi cap amenaça significativa per a la seva supervivència. L'espècie fou anomenada en honor del funcionari, explorador i naturalista neerlandès Samuel Corneille Jean Wilhelm van Musschenbroek.